# Zerinváry Szilárd (csillagász)
Zerinváry Szilárd (Arad, 1915. február 8. – Budapest, 1958. január 1.) tanár, amatőrcsillagász, természettudományi író, költő, Zerinváry Szilárd jogász fia.

## Életpályája
1938-ban szerzett földrajz-természetrajz szakos tanári oklevelet a szegedi egyetemen. Ezután a kőszegi Hunyadi Mátyás középiskolai nevelőintézetben tanított, ahol nagy hatással volt Izsák Imre Gyulára, a későbbi csillagászra. 1943-tól a budapesti Bolyai Akadémián a földrajz és kartográfia tanára. 1945-ben hadifogságba esett, ahonnan csak 1948 tavaszán érkezett vissza. 1949 és 1953 között Szentendrén tanított a Táncsics Mihály tisztiiskolán. 1954-1956 között a Lenin Intézetben adott elő csillagászatot és geofizikát. 1956 nyarától haláláig az Akadémiai Kiadó osztályvezetője volt.

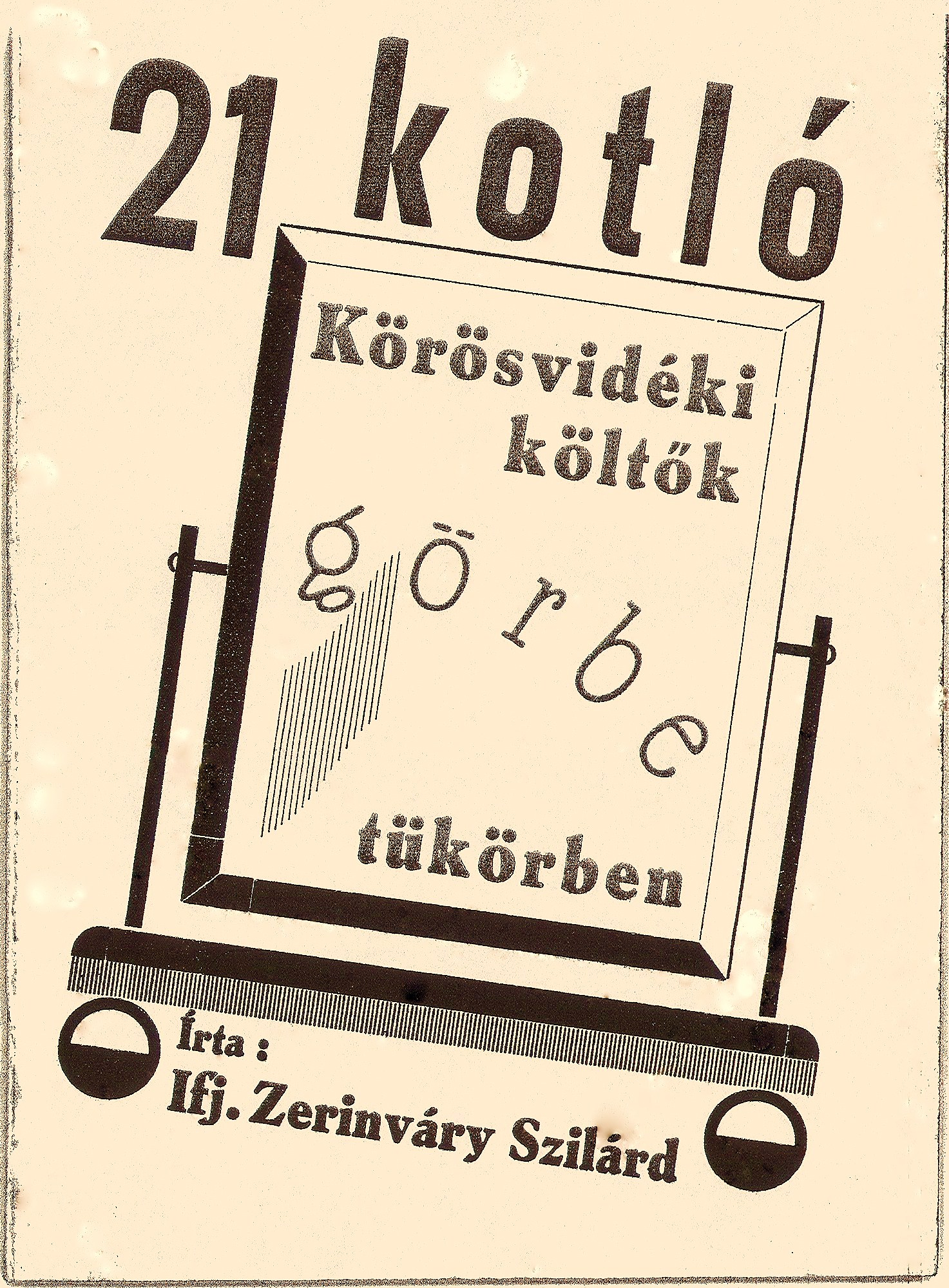
21 kotló (Szarvasi Közlöny könyvnyomdája, 1937)

Ifjúkorában sok versét kiadták.

## Önálló verskötetei
- Tavaszi ének (Szarvasi Közlöny könyvnyomdája, 1936)
- 21 kotló. Körösvidéki költők görbetükörben (Szarvasi Közlöny könyvnyomdája, 1937)
- Hangszerek vallomása (Szeged, Árpád Nyomda, 1939)[1]

## Versei antológiákban
- Fiatal írók antológiája (szerk. Bíró Lajos Pál és Gáldy Béla, Budapest, Új Magyar Vetés, 1935)
- Szarvasi évkönyv és naptár (szerk. és kiadó: Bágyoni Roszik János, 1935)
- 21 költő. Körösvidéki költők antológiája (Szarvas, Magyar Vidék Könyvei, 1937)

## Főbb tudományos művei
- Vízrajz. A fedélzeti hajóstisztképző iskolák számára (Budapest, 1952)
- A Naprendszer élete (Budapest, 1953)
- A Föld helye a Világmindenségben (Budapest, 1954)
- Nap, Föld, Emberiség (Budapest, 1955)
- A Föld fizikája (Budapest, 1956)
- A távcső világa (Kulin Györggyel, Budapest, 1956)
- A kultúra világa 1. A világmindenség (Dr. Aujeszky László, Dr. Balázs Júlia, Dr. Kulin György, Róka Gedeon mellett, Minerva-Közgazdasági és Jogi Könyvkiadó, 1959)

## Emlékezete
- Szentendre város támogatásával a Csillagászat Baráti Köre 1963-ban Zerinváry Szilárd-emlékérmet alapított az amatőrcsillagászok és a tudományos ismeretterjesztők elismerésére. A kör 1989-es megszűnése után többé nem adták ki.
- Zerinváry Szilárd (Természettudományi Közlöny, 1958. január);
- ifj. Bartha Lajos: Emlékezés egy kiváló csillagászról (Pestmegyei Hírlap, 1961. 157. szám).